# Paul Le Claire
Pour les articles homonymes, voir Leclaire.
 (février 2016).
Paul Vincent Le Claire, né en 1963 à Jersey est une personnalité politique de Jersey, sénateur, député et musicien.

## Biographie
Paul Le Claire, après avoir quitté l'école, s'engage dans les Royal Marines comme clairon. À son retour dans la vie civile, il commence une carrière dans la protection personnelle. 

### Politicien
Paul Le Claire est élu sénateur en avril 1999, lors d'une élection législative partielle, pour un mandat jusqu'en 2005 aux États de Jersey. Cette année-là, il est élu député lors des élections législatives de décembre 2005. Il conservera son mandat jusqu'en novembre 2011. Membre fondateur du parti Jersey Democratic Alliance en 2005, il quitte ce parti lors de la démission de son chef Ted Vibert. Il rejoint le Parti du Centre qu'il quitte après son échec aux élections sénatoriales.

### Musicien
Il est également un musicien, ayant enregistré et produit trois albums diffusés sur Internet et sur scènes sur lesquelles il se produit régulièrement. Il joue notamment pour la communauté chrétienne de Jersey. Un de ses albums Queen of Peace lui aurait été inspiré par la guérison miraculeuse d'un jeune garçon à Medjugorje lieu connu pour les croyants pour avoir des apparitions mariales. En été 2000, il a joué avec l'artiste Art Garfunkel lorsque le chanteur a visité Jersey pour un concert au fort Régent. 